# タリア綱
タリア綱（タリアこう、Thaliacea）は尾索動物の一種で、海に住む動物である。近縁種で海底で生活するホヤとは異なり、一生海を漂いながら過ごす。ヒカリボヤ目（Pyrosomida）、ウミタル目（Doliolida）、サルパ目（Salpida）の3つの目に細分される。ヒカリボヤは小さな個虫が総排出腔の周りに集合してコロニーを作っている。総排出腔が開いて個虫から水が排出されると、水の勢いによって前に進む。ウミタルとサルパは生活環上で、個体とコロニーの状態を行き来する。サルパのコロニーは数メートルの長さにもなる。ヒカリボヤと異なり、ウミタルとサルパは筋肉の力によって海中を進む。タリア綱の生物は全て濾過摂食を行う。海中を進みながら、樽の様な形になって水を吸い込み餌を採る。